# Vale do Rio dos Bois (tiểu vùng)
Vale do Rio dos Bois là một tiểu vùng thuộc bang Goiás, Brasil. Tiều vùng này có diện tích 16631 km², dân số năm 2007 là 101136 người.